# Andrés Majadas Málaga
Andrés Majadas Málaga (ur. 2 marca 1914 w Becedas, zm. 16 sierpnia 1936 Fuente el Fresno) – hiszpański franciszkanin, subdiakon, męczennik chrześcijański i błogosławiony Kościoła rzymskokatolickiego.

## Biografia
Urodzony w Becedas (Avila) 2 marca 1914 roku. Był synem cieśli i zakrystiana Galo i Reginy Malaga. Małżonkowie mieli jedenaścioro dzieci. Andrés został ochrzczony 7 marca 1914 roku, 21 lipca 1918 roku został bierzmowany. Był wychowankiem niższego seminarium franciszkanów w Alcázar de San Juan (Ciudad Real), do którego wstąpił po śmierci matki 24 sierpnia 1924 roku. Wstąpienie do franciszkanów zasugerowała mu jedna ze znajomych zakonnic. Po dalszej nauce w kolegium w La Puebla de Montalbán (Toledo) rozpoczął nowicjat 20 maja 1929 roku w Arenas de San Pedro (Ávila), wybierając jako swoją osobistą patronkę św. Teresę z Ávili. Pierwszą profesję zakonną złożył 21 maja 1930 roku.
Będąc przeznaczonym do przyjęcia święceń kapłańskich, odbywał studia, najpierw w Pastranie (1930–1933), następnie w Consuegra (1933–1936). Podczas studiów przeżył ciężką chorobę, wykazując się cierpliwością. Śluby wieczyste złożył wraz z braćmi Santiago Maté Calzadą i José Álvarezem Rodríguezem 17 sierpnia 1935 roku. W tym samym roku otrzymał tonsurę i święcenia niższe w Ciudad Real. 6 czerwca 1936 roku udzielono mu święceń subdiakonatu. Po wybuchu hiszpańskiej wojny domowej został rozstrzelany wraz ze współbraćmi z konwentu w Boca de Balondillo (Fuente el Fresno, Ciudad Real) 16 sierpnia 1936 roku. W grupie był też jego rodzony brat, zakonnik i kleryk Vicente Majadas Málaga OFM.

## Beatyfikacja
O. subdiakon Andrés Majadas Málaga OFM został ogłoszony błogosławionym wraz z innymi 497 męczennikami hiszpańskimi przez papieża Benedykta XVI na Placu Świętego Piotra 28 października 2007 roku. Mszy przewodniczył prefekt Kongregacji Spraw Kanonizacyjnych kardynał José Saraiva Martins.
Wspomnienie liturgiczne obchodzone jest jako obowiązkowe przez zakony franciszkańskie na terenie Hiszpanii, przypada 6 listopada.